# Mieszko (Sohn von Kasimir I.)
Mieszko (* um 1045; † 1065) war ein polnischer Prinz und möglicherweise Herzog von Kujawien. Er entstammte dem Adelsgeschlecht der Piasten.

## Leben
Mieszko war der dritte Sohn des polnischen Herzogs Kasimir I. Karl († 1058) und der Kiewer Prinzessin Maria Dobroniega, der Tochter Wladimir des Großen. Seinen Namen erhielt er nach seinem Großvater König Mieszko II. Lambert. Nach dem Tod seines Vaters soll ihm das Herzogtum Kujawien zugefallen sein. Nach seinem Tod soll dieses an seinen älteren Bruder Bolesław II. gefallen sein. Möglich ist aber auch, dass Bolesław II. bereits seit 1058 in Kujawien regiert hat.

## Ehe und Familie
Mieszko heiratete nicht und hatte keine Kinder.